# Thurytal

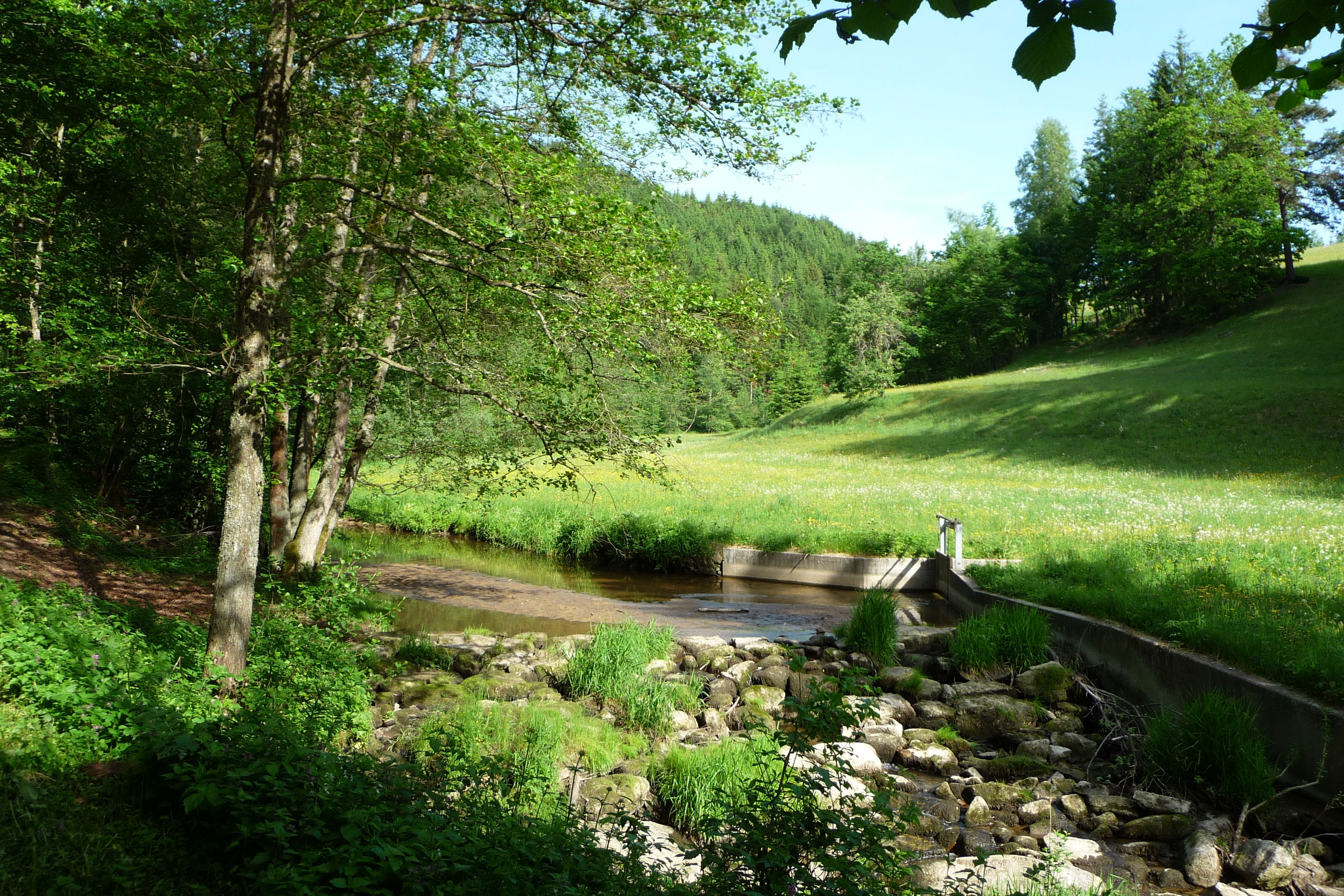
Beginn des Thurytals

Thurytal nennt sich das teils naturbelassene, teils renaturierte Tal der Feldaist im oberösterreichischen Mühlviertel von Freistadt bis zur Neumühle im Ortsteil Helbetschlag, Gemeinde Grünbach.

## Geschichts- und Kulturwanderweg
In Freistadt beginnt ein grenzüberschreitender Geschichts- und Kulturwanderweg und führt entlang des Flusses nach Tschechien, dem als einstiger Salzweg von der Donau nach Böhmen (einer Variante des Linzer Steigs) historische Bedeutung zukommt. Der Abschnitt Thurytal steht unter dem Thema „Gewerbe am Fluss“ und dokumentiert die traditionsreiche Geschichte der zahlreichen Mühlen und Hammerwerke, von denen einige zu touristischen Zwecken im Rahmen eines Euregio-Projektes rekonstruiert wurden.

## Namensherkunft
Die Familie Thury kam um 1729 nach Freistadt und betrieb drei Hammerwerke, womit das Tal den heutigen Namen bekam. Zwei Mitglieder der Familie Thury waren Bürgermeister der Stadt Freistadt.

## Geschichte
In der Blütezeit der drei Thuryhämmer waren etwa 20 Schmiede mit der Sensenerzeugung beschäftigt. Die Hämmer wurden damals durch ein Wasserrad betrieben. Mit dem Beginn der Industrialisierung kam der Niedergang der Thuryhämmer um 1870.
Anfang des 19. Jahrhunderts wurden Franzosenschanzen errichtet, von denen noch Reste der einfachen Wehrgräben sichtbar sind.
Im Jahr 1997 eröffnete Landeshauptmann Josef Pühringer die 1. Etappe des Thurytal-Wanderweges und setzt das gut hundertjährige Wasserrad im zweiten „Thuryhammer“ in Betrieb.

## Sehenswürdigkeiten

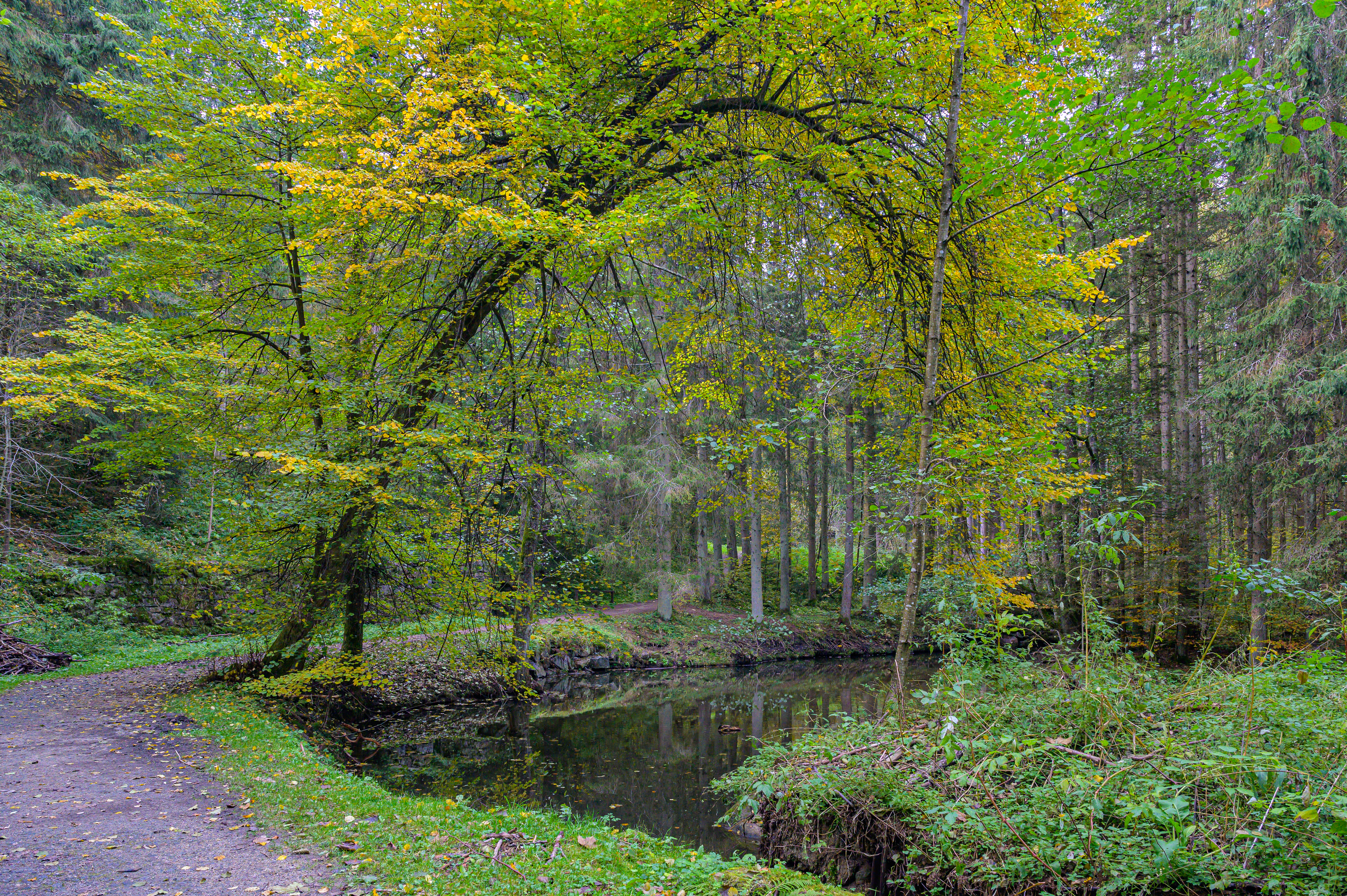
Naturlandschaft

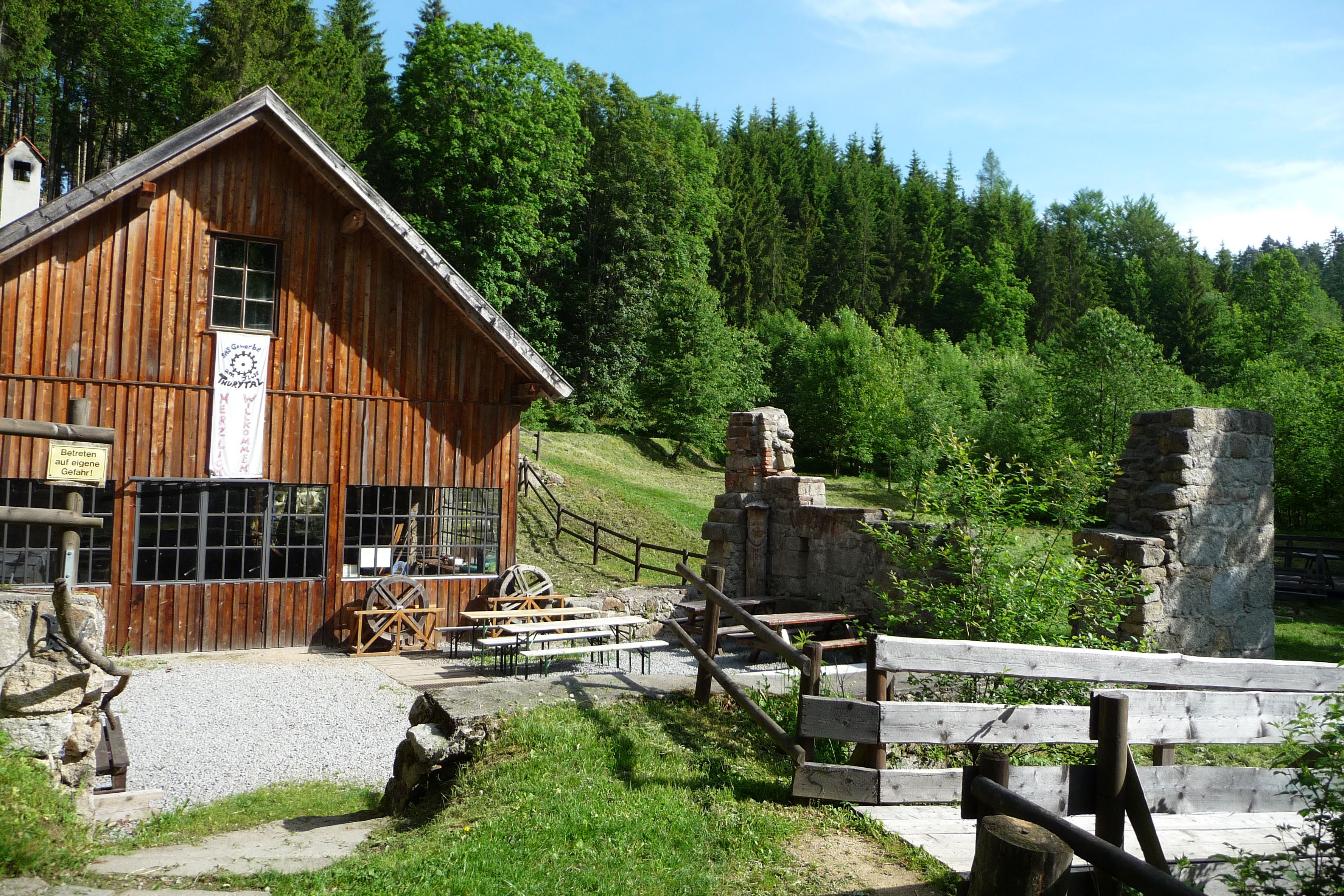
Freilichtmuseum Thuryhammer

- Die naturbelassene Landschaft: Enges Flusstal, nur ein Wanderweg führt hindurch
- 2. Thury-Hammer: Ehemaliges Hammerwerk, wurde restauriert[1]
- Teufelsstein: Eine Granitformation, die durch Wollsackverwitterung entstanden ist und die Menschen zu Fantasien angeregt hat.
- Neumühle: Ehemalige Mühle, heute ein Gasthaus
- Nahe der Neumühle erinnert ein Deutsches Soldatengrab mit Birkenkreuz und Stahlhelm an die schweren Kämpfe an der Feldaist in den letzten Kriegstagen des Jahres 1945.